# Helga Budde-Engelke
Helga Budde-Engelke (* 18. November 1950 in Oberhausen-Osterfeld) ist eine deutsche Malerin und Grafikerin.

## Legen
Von 1973 bis 1984 studierte sie Kunst und Kunstwissenschaft an der Staatlichen Kunstakademie Düsseldorf und legte das 1. und 2. Staatsexamen für das Lehramt am Gymnasium ab. Zu ihren Lehrern zählten neben Fritz Schwegler auch Rolf Crummenauer und Rolf Sackenheim. Sie heiratete den Künstler Rainer Engelke. Seit 1984 ist sie als freischaffende Künstlerin tätig. 1987 erhielt sie den Bergischen Kunstpreis der Stadt Solingen. Von 1988 bis 1990 war sie Artist in residence der Stadt Essen auf Schloss Borbeck und anschließend Atelier-Stipendiatin der Stadt Essen. 1991 erhielt sie den Rheinischen Kunstpreis des Kunstverein Aachen und 1994 gemeinsam mit ihrem Mann Rainer Engelke den 1. Platz im Wettbewerb um die Gestaltung des Europaplatzes der BUGA in Gelsenkirchen. Seit 1995 betreibt sie mit ihrem Mann ein eigenes Atelier- und Ausstellungshaus in Essen und gibt Malkurse.
Ihre meist von der Architektur beeinflussten realistischen Arbeiten in Serie werden oftmals von einer Radierung abgeschlossen.

## Ausstellungen (Auswahl)
- 1986 Essen Kulturforum
- 1989 Bendorf Galerie Raber
- 1994 Bendorf Galerie Raber
- 1990 Gelsenkirchen Kunstverein
- 1991 Kunstverein Vechta
- 1994 Solinger Kunstverein

## Rezeption
„Helga Budde-Engelke hat einen Großteil ihres Gesamtwerkes dem Niedergang von Industrien in Nordrhein-Westfalen, ihrer Heimat, gewidmet […]. Es ist weniger (aber auch) die Ruinenästhetik, die sie reizen mag, als vielmehr der langsame Rückzug aus der Landschaft. Zechenanlagen entgleiten dem Blick, die Differenz zwischen Gebäude und Umwelt schwindet - ohne dass sich damit etwa natürliche Landschaft regenerierte - teilweise kündigt sich Leere an. In ihre Bilder mischt sich, so scheint es, ein wenig Wehmut, ein Verlustgefühl, weil lange Vertrautes nun verfällt. Ein solcher, eher behutsamer Umgang mit dem Verfallsthema ist selten.“

## Werke in Kunstsammlungen (Auswahl)
- Galerie der Stadt Solingen
- Bergbau-Museum Bochum
- Industriemuseum Bendorf